# Tomasz Kuczborski
Tomasz Kuczborski (ur. 30 sierpnia 1947 w Warszawie) – polski artysta plastyk, grafik i designer, działacz opozycji w PRL.

## Życiorys
Jest absolwentem Akademii Sztuk Pięknych w Warszawie. Od 1977 współpracował z Niezależną Oficyną Wydawniczą NOWA, dla której zaprojektował logo (charakterystyczną małą literę "n"), a w kolejnych latach ok. 200 okładek książek (m.in. pierwszej pozycji wydawniczej Pochodzenie systemu Marka Tarniewskiego (właśc. Jakub Karpiński), pisma Zapis, a także okładki kaset magnetofonowych i video. 4 stycznia 1982 został zatrzymany, a 6 stycznia 1982 aresztowany za przechowywanie niezależnych ulotek, został zwolniony 18 marca 1982, a postępowanie przeciwko niemu ostatecznie warunkowo umorzono.
Pod koniec lat 70. był redaktorem graficznym Przeglądu Technicznego, od 1984 współpracował z Markiem Zalejskim, z którym w ramach Studia Q opracował m.in. lay-out pierwszej okładki Gazety Wyborczej w 1989, wygląd pisma Rzeczpospolita (1990–2002).
W 2008 został odznaczony Krzyżem Komandorskim Orderu Odrodzenia Polski „za wybitne zasługi w działalności na rzecz przemian demokratycznych w Polsce, za osiągnięcia w podejmowanej z pożytkiem dla kraju pracy zawodowej i społecznej”.
Jego żoną jest tłumaczka Blanka Kuczborska.